# Resolutie 284 Veiligheidsraad Verenigde Naties
Resolutie 284 van de Veiligheidsraad van de Verenigde Naties werd samen met resolutie 283 aangenomen op 29 juli 1970. Dat gebeurde met twaalf stemmen voor, geen stemmen tegen en de onthoudingen van Polen, de Sovjet-Unie en het Verenigd Koninkrijk. De Veiligheidsraad besloot het Internationaal Gerechtshof om advies te vragen in verband met de bezetting van Zuidwest-Afrika door Zuid-Afrika.

## Achtergrond
Zuid-Afrika had na de Eerste Wereldoorlog een mandaat gekregen om Zuidwest-Afrika, het huidige Namibië, te besturen. Daar kwam tegen de jaren zestig verzet tegen. Zeker nadat Zuid-Afrika een politiek van apartheid begon te voeren, kwam er ook internationaal verzet, en in 1968 beëindigde de Verenigde Naties het mandaat. Zuid-Afrika weigerde Namibië te verlaten en hun verdere aanwezigheid werd door de VN illegaal verklaard.

## Inhoud
De Veiligheidsraad herbevestigde de speciale verantwoordelijkheid van de VN voor het territorium en volk van Namibië, en herinnerde aan resolutie 276. Er werd akte genomen van het rapport en de aanbevelingen van het subcomité dat was opgericht in de voornoemde resolutie. De Veiligheidsraad nam verder akte van de aanbeveling van het subcomité om advies te vragen aan het Internationaal Gerechtshof.
De Veiligheidsraad bedacht dat advies van het Internationaal Gerechtshof nuttig zou zijn. Besloten werd het volgende verzoek om advies in te dienen: "Wat zijn de juridische gevolgen voor landen van de blijvende aanwezigheid van Zuid-Afrika in Namibië, ongeacht resolutie 276?"
De Veiligheidsraad vroeg secretaris-generaal U Thant deze resolutie en alle bruikbare documenten over te dragen aan het Internationaal Gerechtshof.

## Verwante resoluties
- Resolutie 276 Veiligheidsraad Verenigde Naties
- Resolutie 283 Veiligheidsraad Verenigde Naties
- Resolutie 300 Veiligheidsraad Verenigde Naties
- Resolutie 301 Veiligheidsraad Verenigde Naties

Lijst ·  276 ·  277 ·  278 ·  279 ·  280 ·  281 ·  282 ·  283 ·  284 ·  285 ·  286 ·  287 ·  288 ·  289 ·  290 ·  291